# Pfaffenwald
Der Pfaffenwald ist ein Waldgebiet im Südwesten von Stuttgart und ist namensgebend für den Vaihinger Campus der Universität Stuttgart. Beides bildet den Stadtteil Pfaffenwald. Im Norden schließt sich der Wald des Rot- und Schwarzwildparkes mit den Parkseen an. Der Pfaffenwald liegt auf der weiten Hochfläche der Filder und gehört heute zum Stadtbezirk Stuttgart-Vaihingen.
Am Rand des Pfaffenwaldes liegt der Campus der Universität Stuttgart, neben dem auch gleich Wohngebäude errichtet wurden. Dazu kamen später Forschungsinstitute und weitere Hochschulen an der Nobelstraße und neuere Wohnbebauung am Allmandring hinzu. Eine frühere, als Turm gebaute Privatsternwarte ist heute die Universitätssternwarte Pfaffenwald.

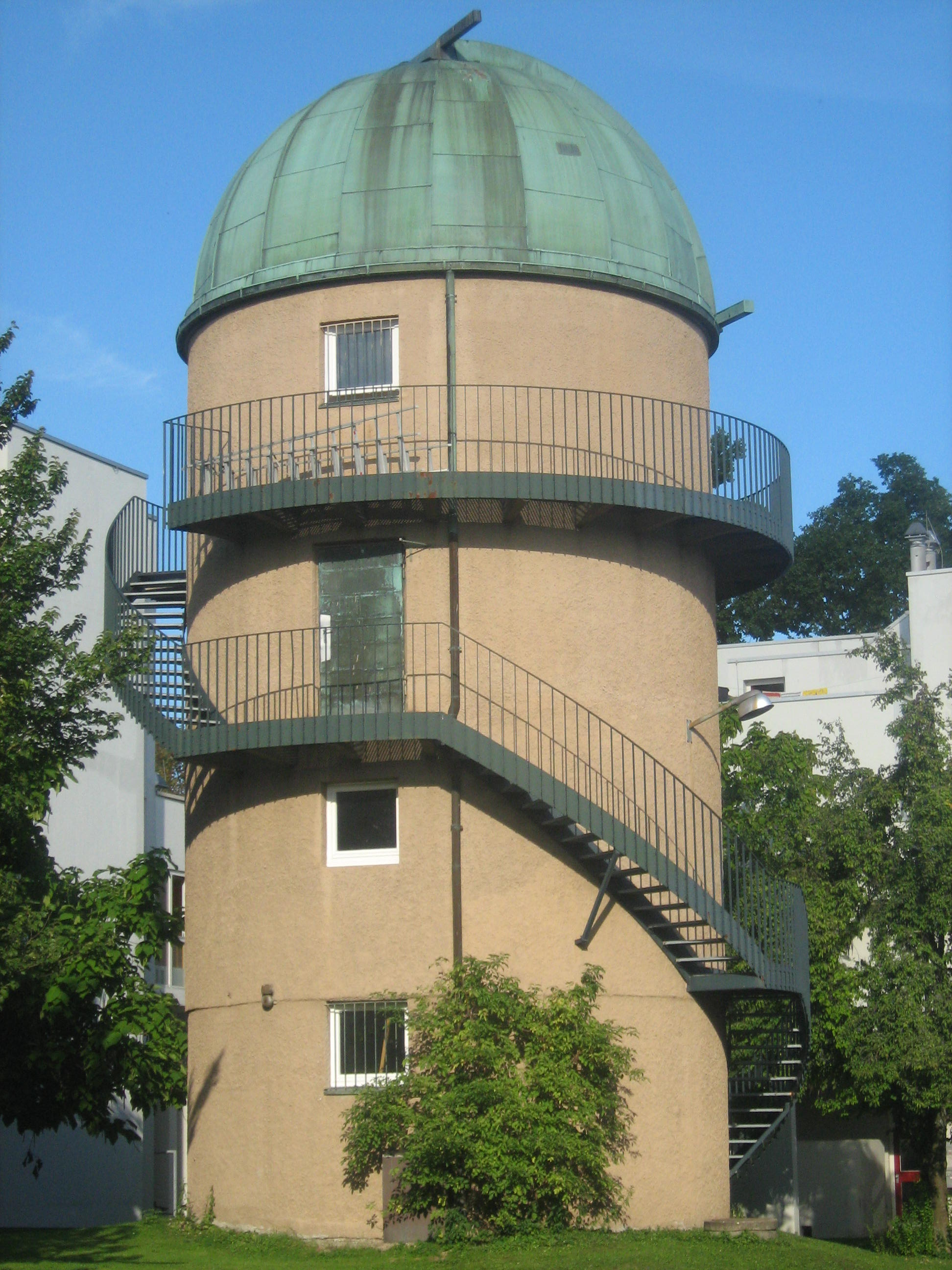
Universitätssternwarte Pfaffenwald
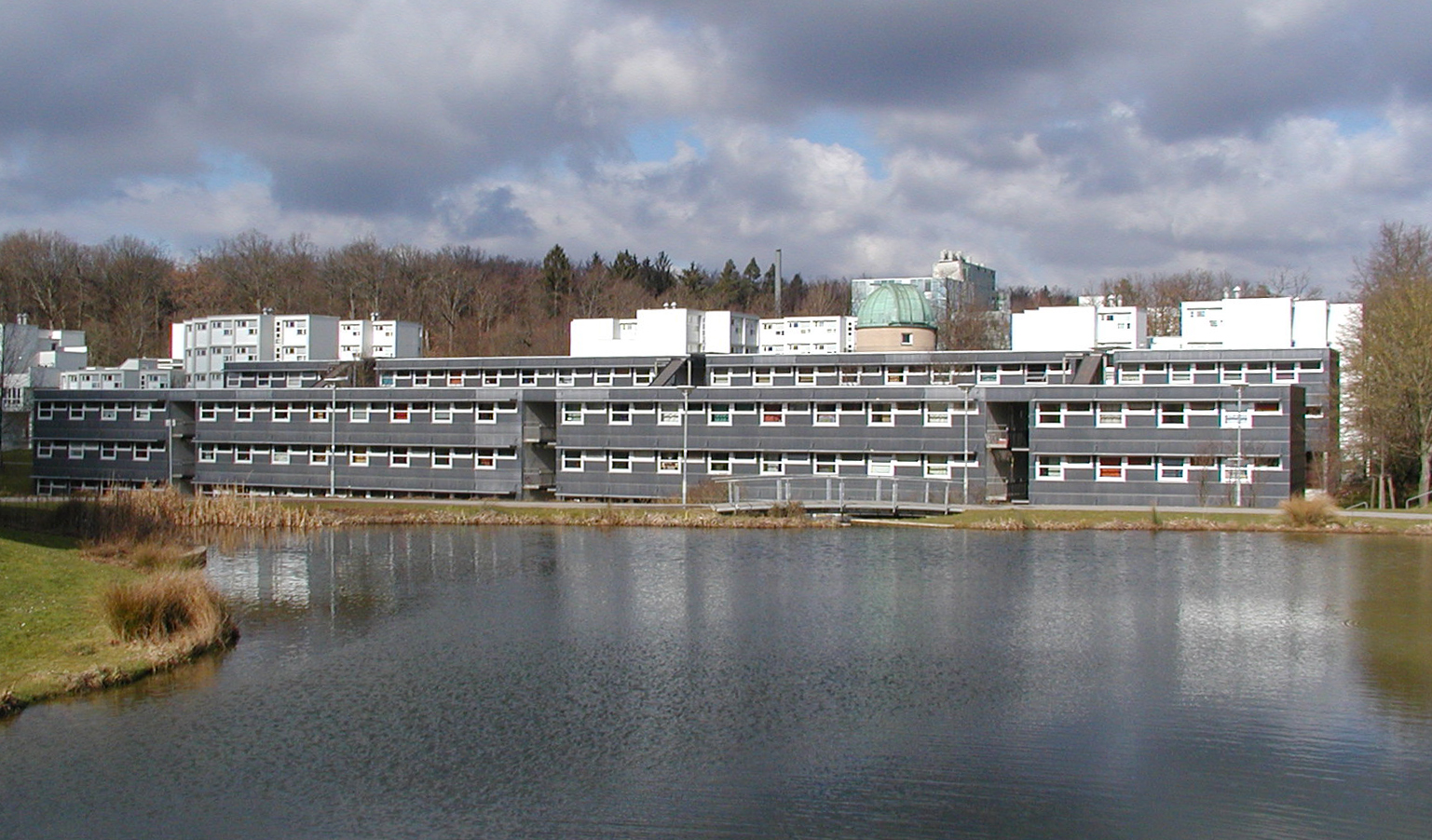
Wohnbebauung, Sternwarte und der Wald, vorne ein Teich
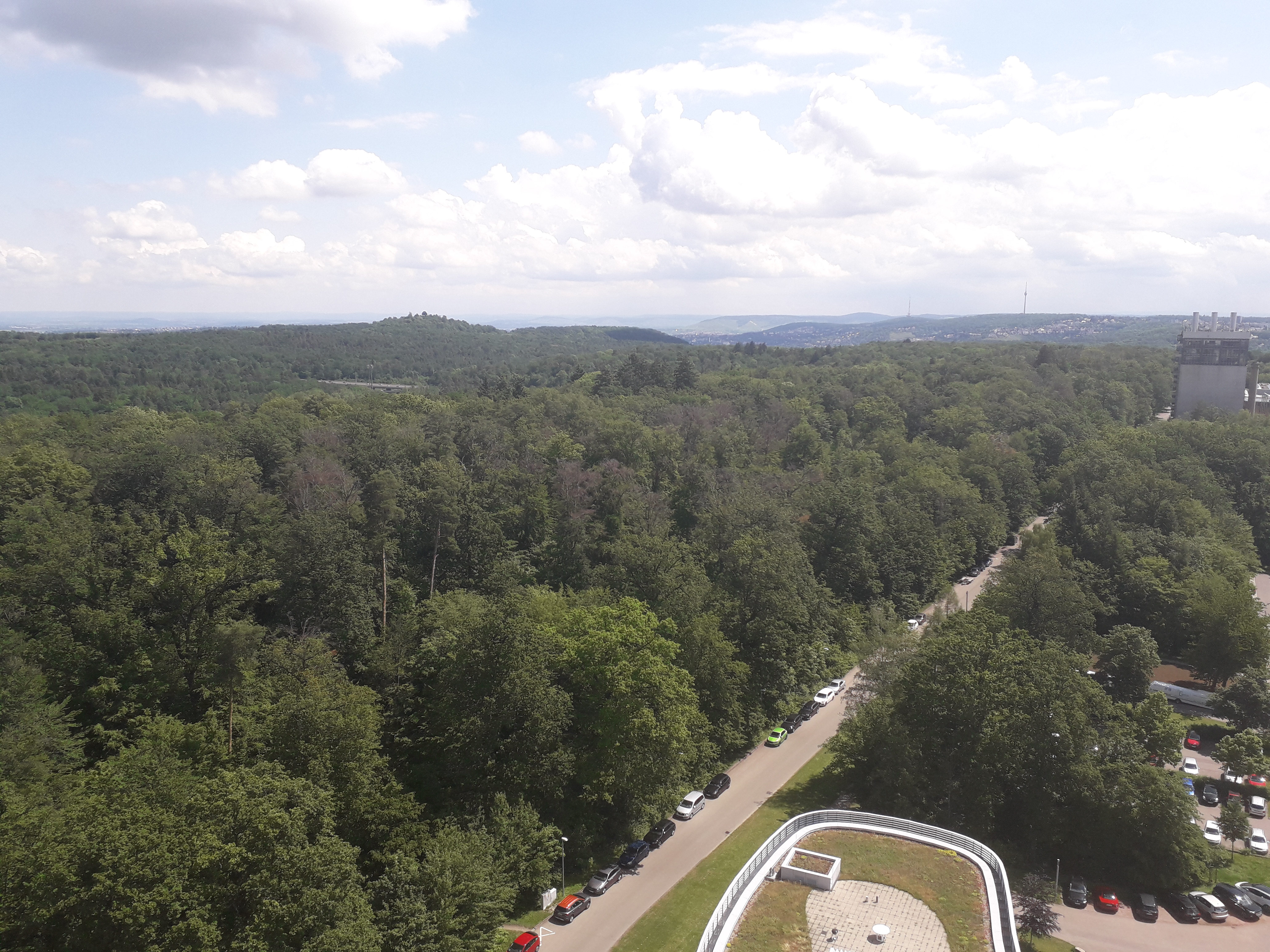
Blick vom Hochhaus Pfaffenwaldring 32 nach Nord-Ost